# Kap-Halbinsel

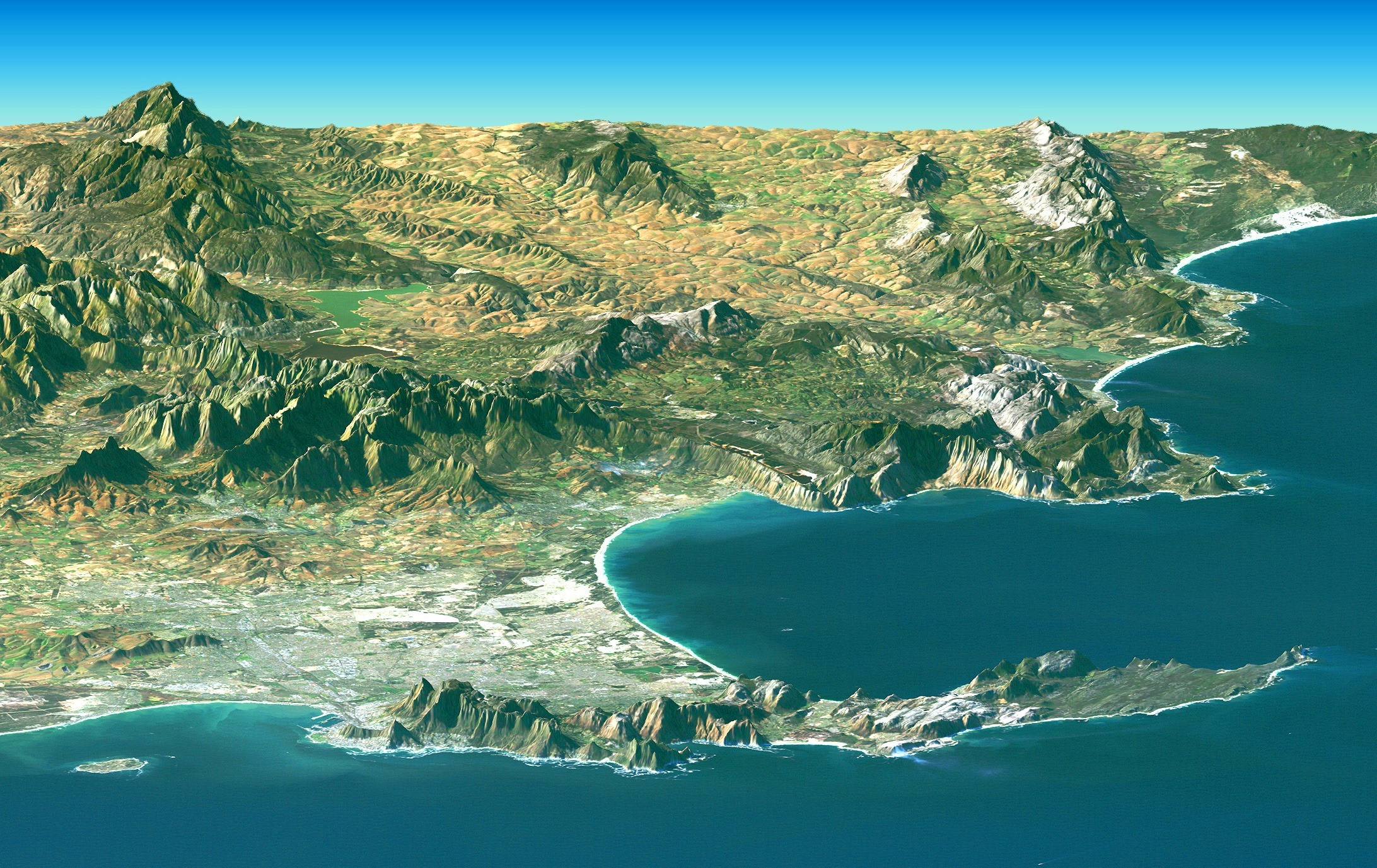
Die Kap-Halbinsel liegt im Vordergrund (Satellitenbild mit künstlicher Perspektive, Norden ist links)

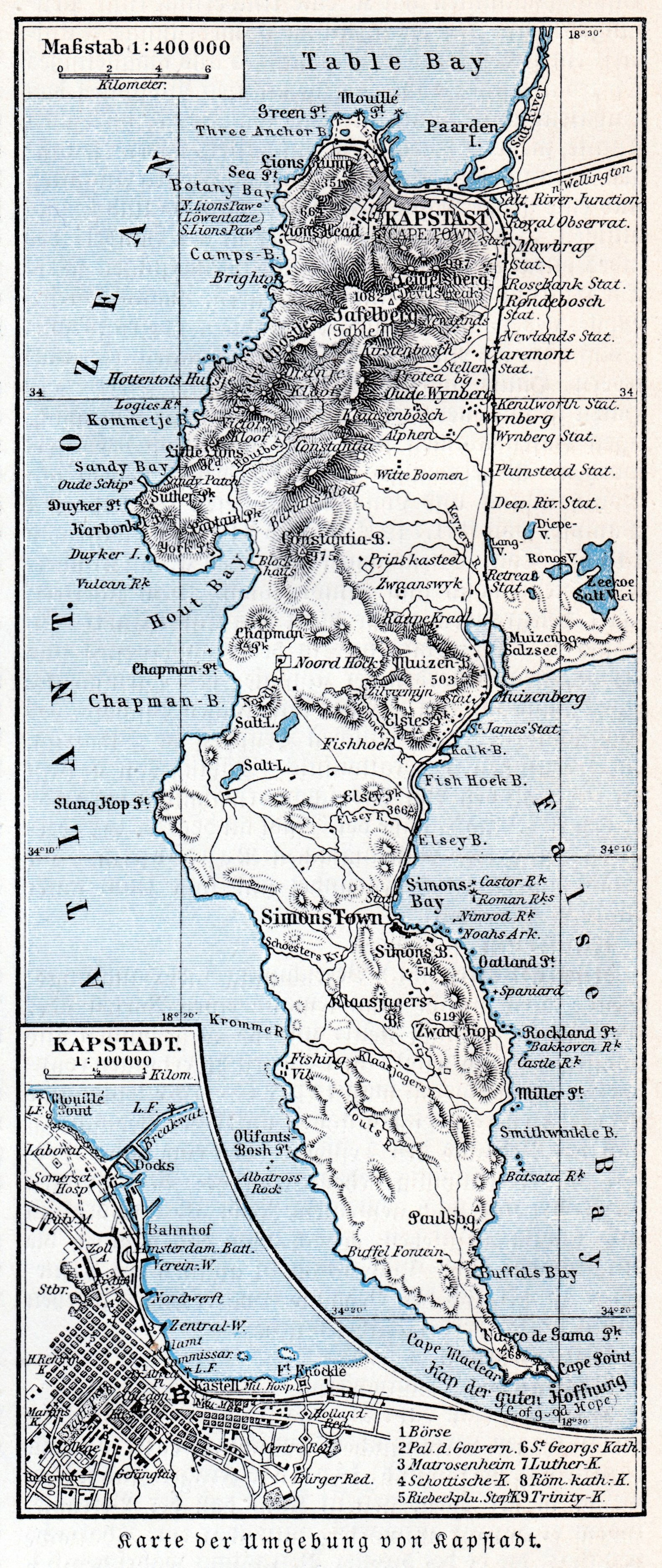
Karte der Halbinsel

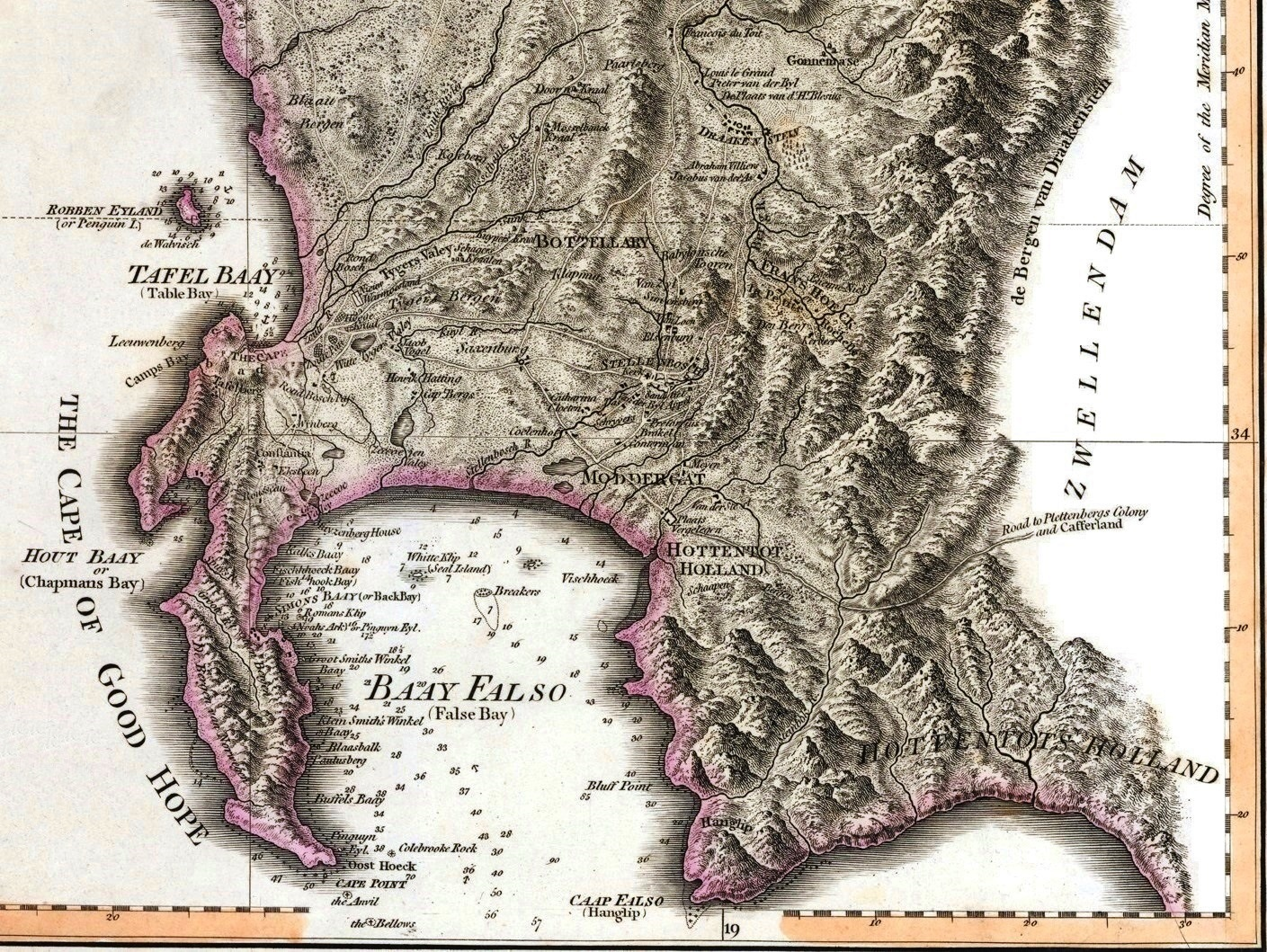
Ausschnitt einer historischen Karte (William Faden, 1782), dargestellt werden die Kap-Halbinsel und die False Bay sowie angrenzende Gebiete

Die Kap-Halbinsel (englisch Cape Peninsula) ist eine Halbinsel im Südwesten von Südafrika. Sie erstreckt sich vom Zentrum Kapstadts zwischen dem Atlantik und der zu ihm gehörenden False Bay nach Süden und besitzt so eine Länge von etwa 50 Kilometern. Im Norden beginnt sie mit den am Tafelbergmassiv in Kapstadt vorgelagerten Abhängen. An ihrem südlichen Ende liegen das Kap der Guten Hoffnung und der Cape Point. Die Fläche der Halbinsel umfasst ein Gebiet von etwa 470 km².

## Geographie
Die Halbinsel besteht aus vorwiegend mit Fynbos-Vegetation bewachsenen Höhenzügen und steinigen Flächen, von denen ein großer Teil vom Tafelberg-Nationalpark – der mehrere einzelne Gebiete umfasst – eingenommen wird.
Durch die Witterungseinwirkungen sind die Berghänge des Tafelbergmassivs stark zerklüftet und daher von tiefen Schluchten geprägt, was sich in Richtung Süden verringert. Die Tafelberg weist nur aus der Ferne eine ebene Oberfläche auf, tatsächlich sind seine oberen Bereiche von diversen Erosionseinschnitten gekennzeichnet. Von Hout Bay und Constantia erstreckt sich die Halbinsel mit bergiger Landschaft weiter nach Süden und ihre Küsten besitzen klippenreiche Buchten. Diese Landschaftsformen hatten einst zur Bezeichnung „Riviera Südafrikas“ Anlass gegeben.
Die größten nennenswerten Wasserläufe auf der Halbinsel sind der Liesbeek River, Hout Bay River (Disa River) und Diep River. Sie entwässern das Tafelbergmassiv nach unterschiedlichen Himmelsrichtungen. Daneben gibt es zahlreiche weitere Bäche, die meistens dem Meer zufließen.

## Geologie
Aus geologischer Sicht ist die Kap-Halbinsel aus einem etwa 550 m mächtigen paläozoischen Schichtenkomplex der Cape Supergroup (Tafelbergsandstein) über einem Grundgebirge aus Kap-Granit und Gesteinen der Kuboos-Suite sowie dunkelgrauen Areniten und Schiefern der neoproterozoischen Malmesbury Group aufgebaut. Die Sedimentabfolge liegt nahezu konkordant auf dem Grundgebirge auf und fällt mit leichter Neigung nach Südwesten ein.

## Biosphäre
Auf der Kaphalbinsel gibt es 2285 Pflanzenarten. Zudem ist sie Lebensraum von vielen wirbellosen Tieren. Die hier vorhandene Artenvielfalt ist von internationaler Bedeutung.

## Sehenswürdigkeiten
Auf der Kap-Halbinsel befinden sich zahlreiche Sehenswürdigkeiten, einige davon sind:
- im Norden: Der Tafelberg und der Botanische Garten Kirstenbosch.
- auf der Westseite: Camps Bay und die in Hout Bay beginnende Küstenstraße des Chapman’s Peak Drive entlang des Höhenzuges der Zwölf Apostel.
- an der Südspitze: Das Kap der Guten Hoffnung und der Cape Point (mit dem zugehörigen Leuchtturm) im Gebiet des Nationalpark Tafelberg, in dem unter anderem wilde Paviane und Strauße vorkommen.
- an der Ostseite: Boulder’s Beach mit einer Kolonie von Brillenpinguinen und den Ortschaften Simon’s Town und Fish Hoek.

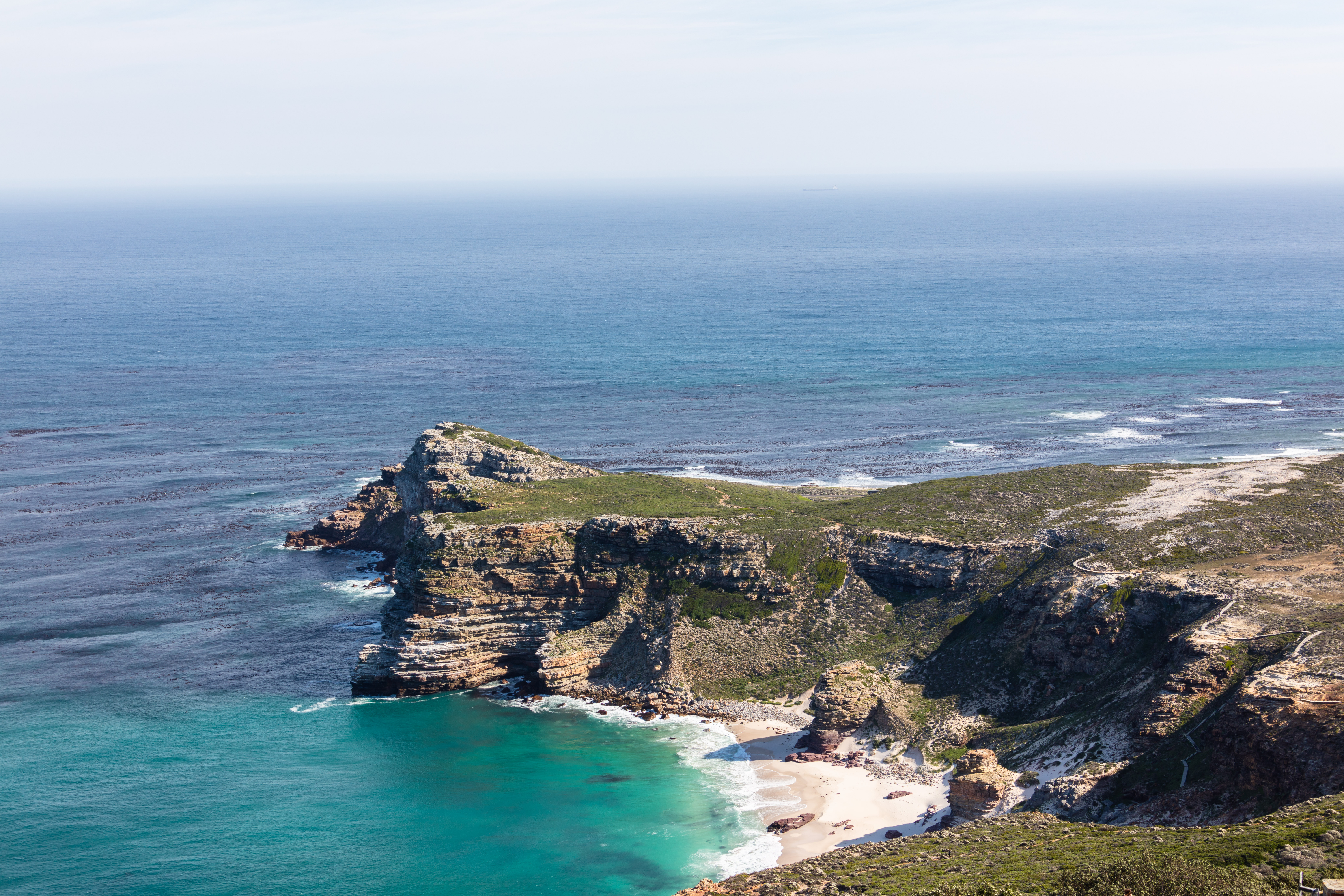
Blick auf das Kap der Guten Hoffnung (von Cape Point aus)
Brillenpinguin-Kolonie in Simon’s Town
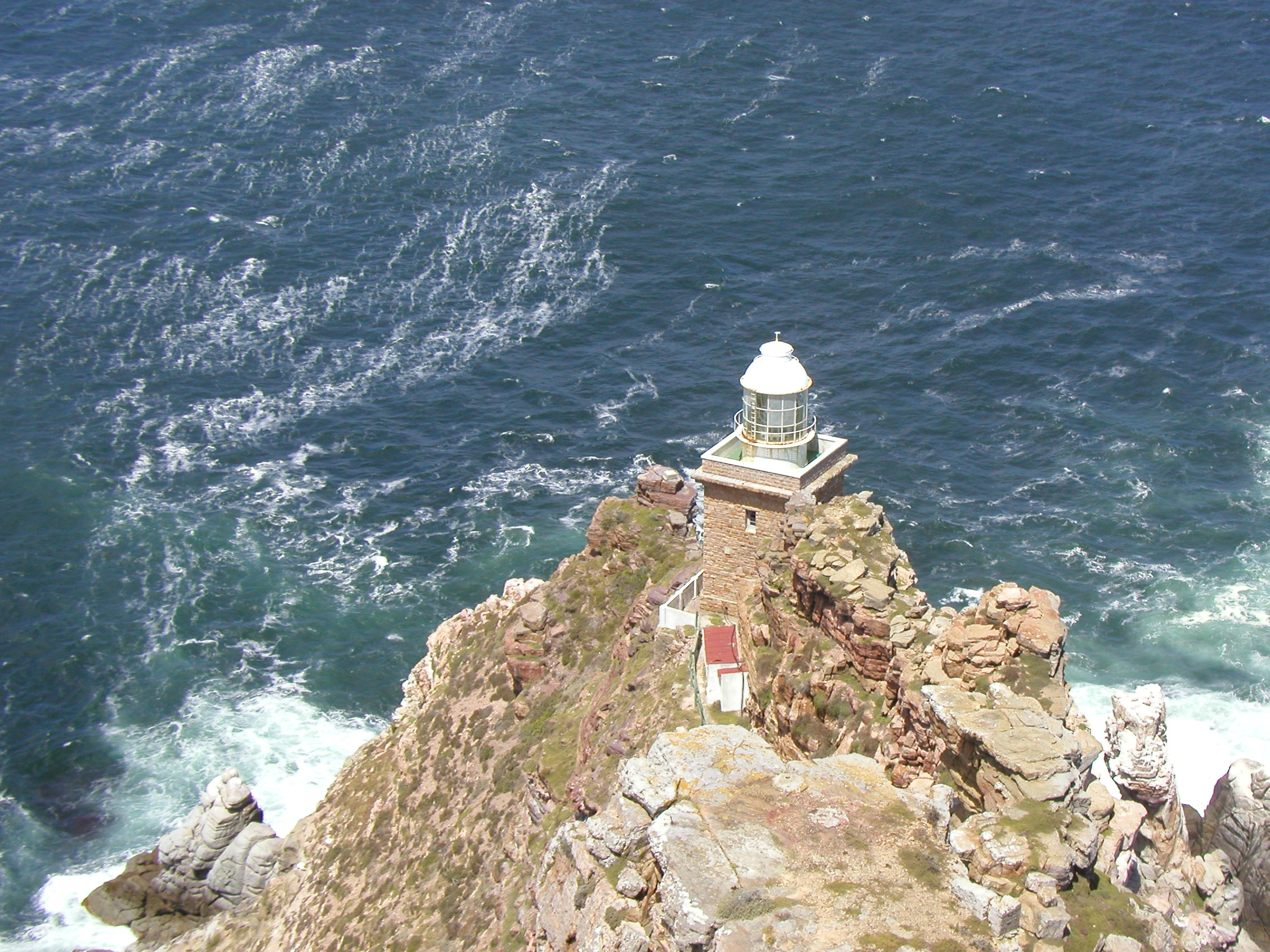
Cape Point mit Leuchtturm
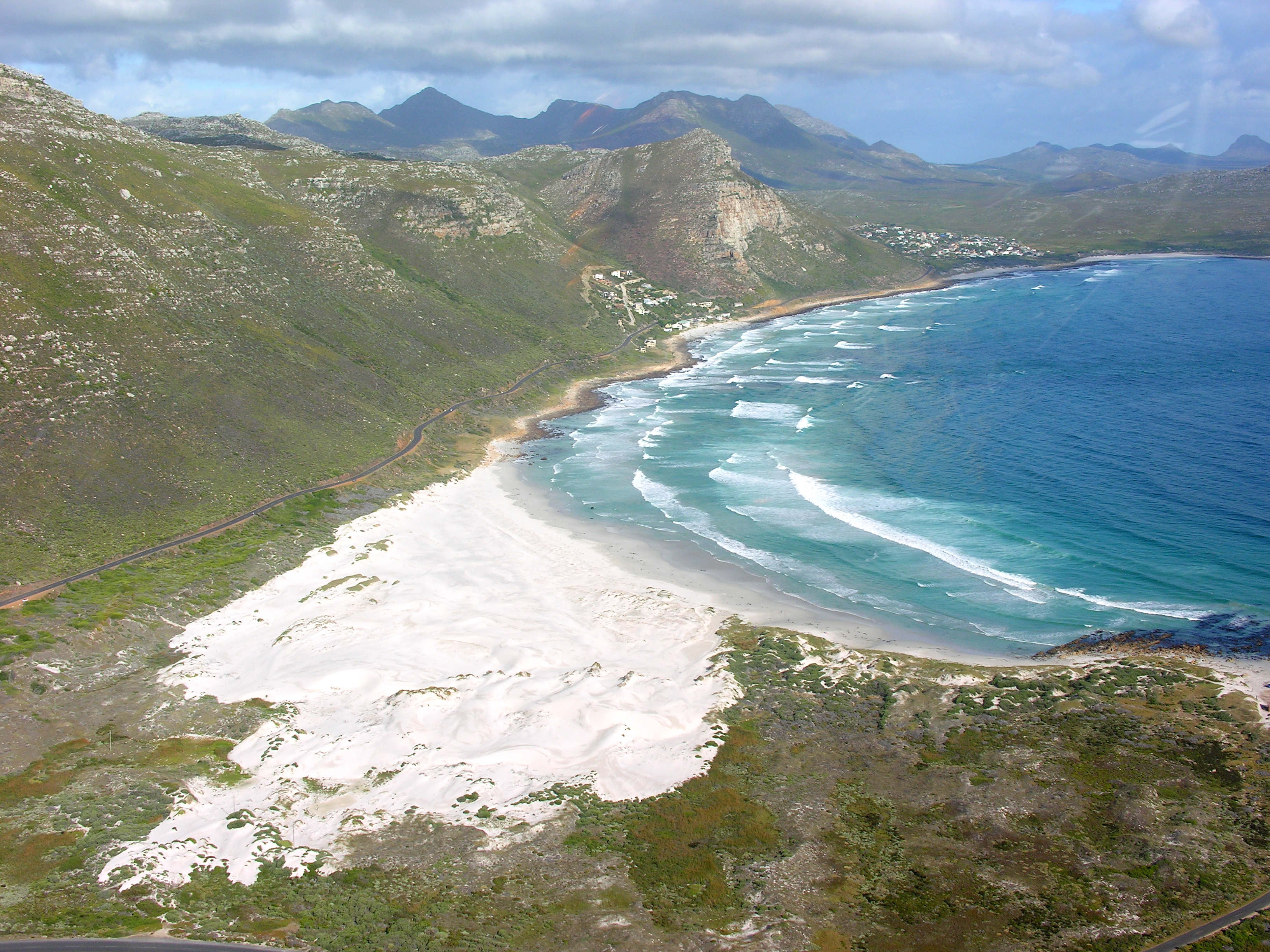
Die Witsand Bay und Gebirgslandschaft an der Atlantikküste der Halbinsel
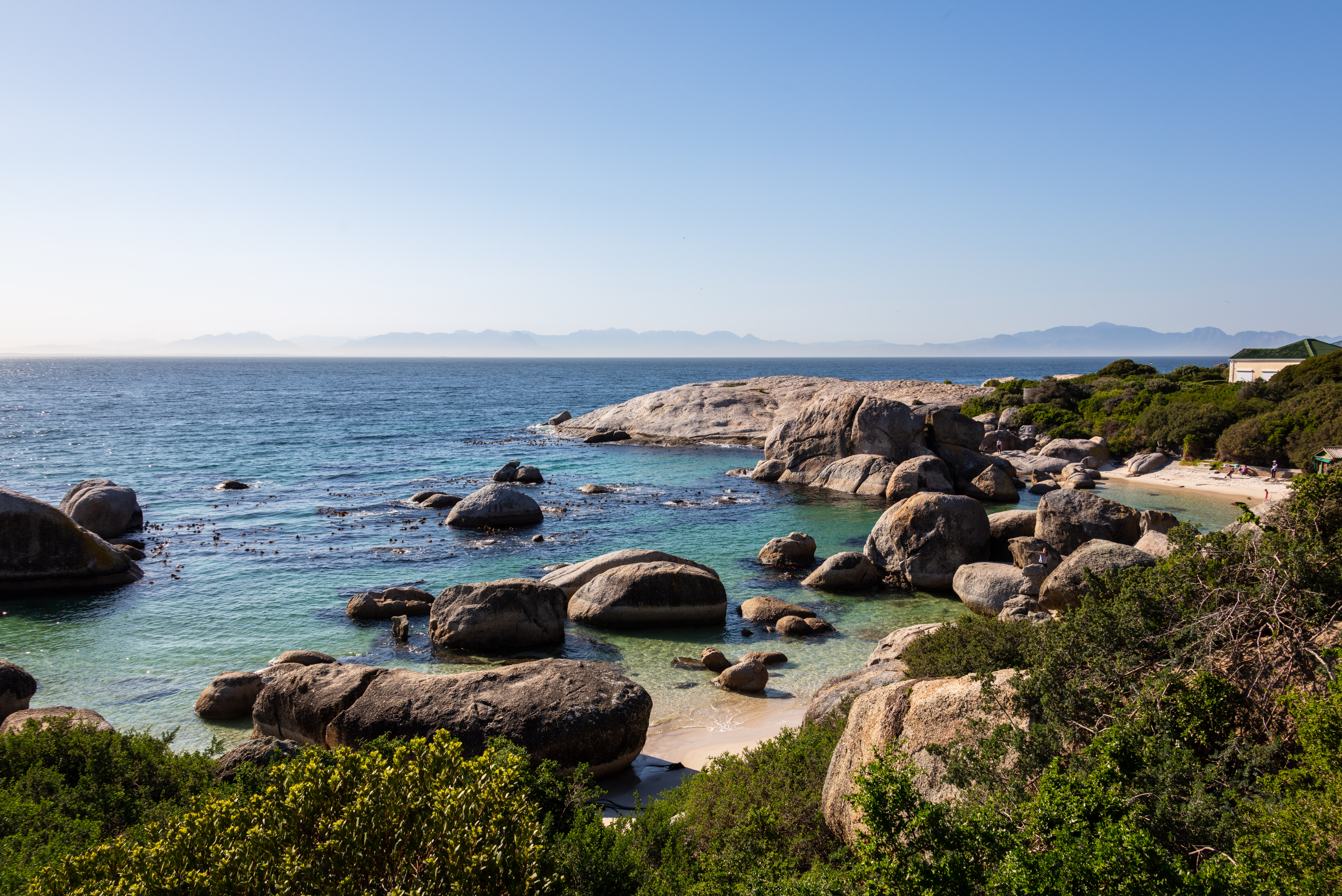
Boulders Beach
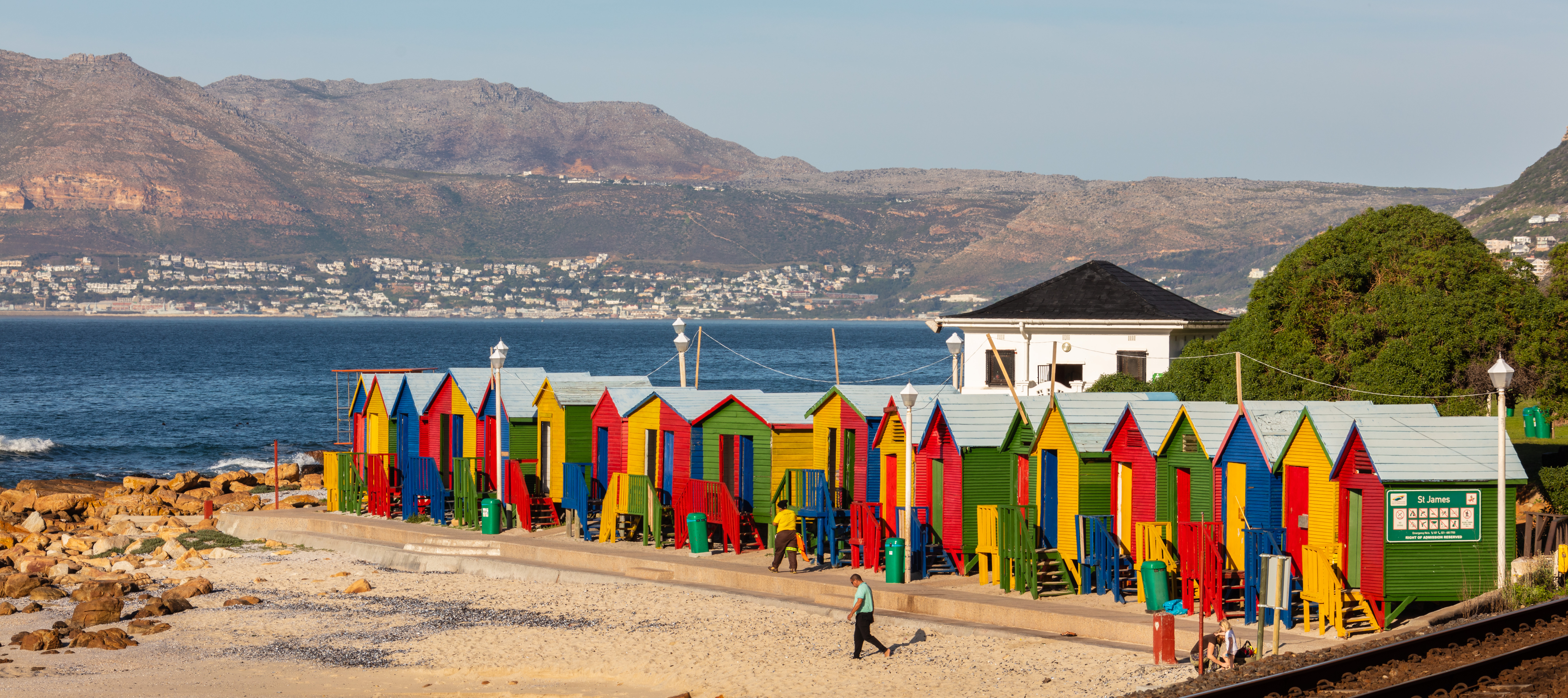
Strandhütten in St James
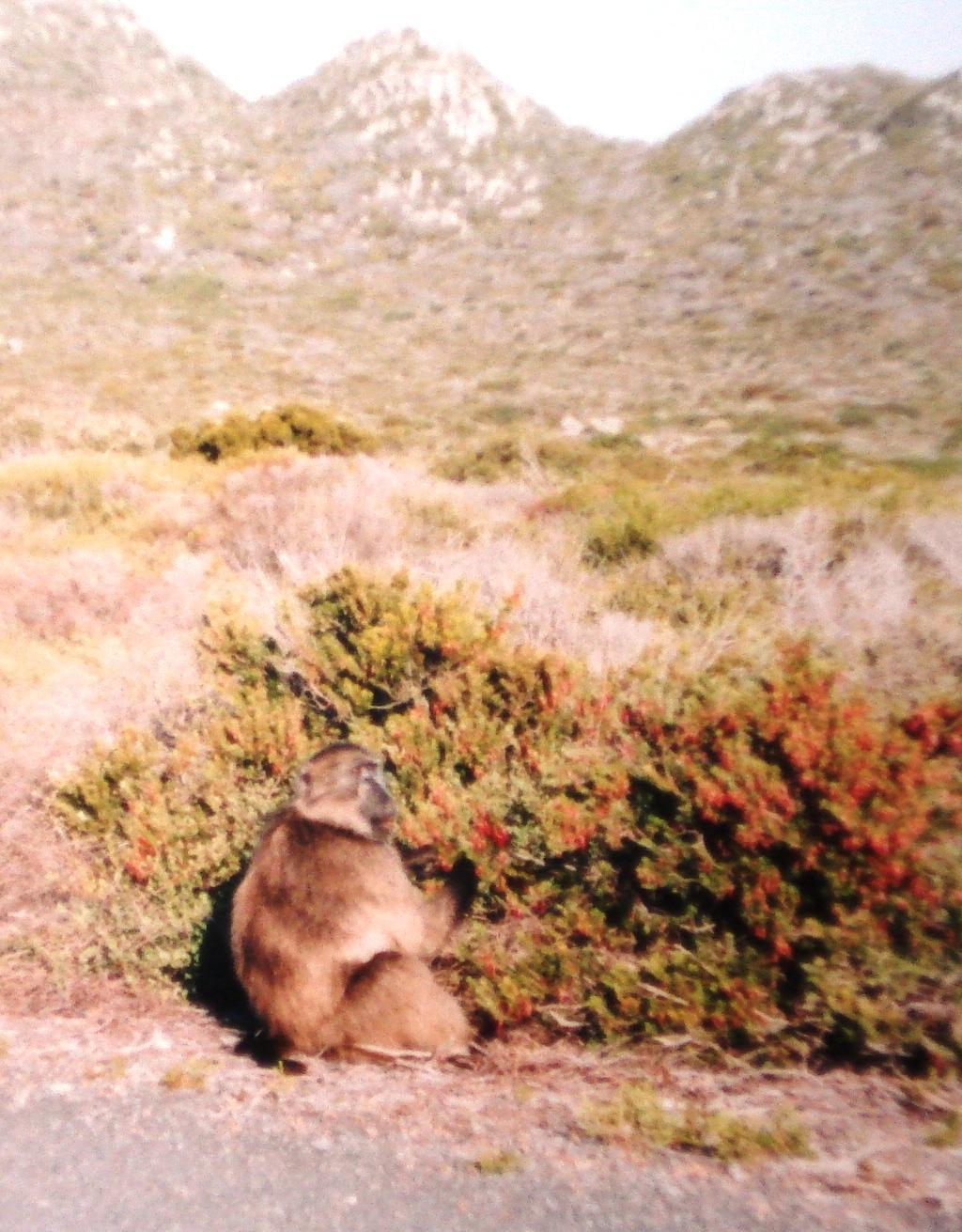
Pavian auf der Kap-Halbinsel